# Massacres et attentats de l'insurrection djihadiste au Burkina Faso
Plusieurs massacres sont commis pendant la insurrection djihadiste au Burkina Faso, en cours depuis 2015.

## Liste chronologique des massacres
| Nom                                          | Date                             | Lieu                                                     | Morts                      | Auteurs                                                                             | Description |
| -------------------------------------------- | -------------------------------- | -------------------------------------------------------- | -------------------------- | ----------------------------------------------------------------------------------- | --- |
| Attentat de Ouagadougou                      | 15 janvier 2016                  | Ouagadougou (Kadiogo, Centre)                            | 30                         | AQMI                                                                                | Un commando de trois hommes armés ouvre de feu sur des civils occidentaux dans un bar-restaurant et un hôtel |
| Assassinats de Pogwol, Pétéga et Kourou Peul | 2 - 3 juin 2016                  | Pogwol, Pétéga et Kourou Peul (Soum, Sahel)              | 5                          | Inconnus                                                                            | Au moins cinq personnes, dont un couple et leur enfant, sont assassinés dans des attaques ciblées menées dans trois localités de la province du Soum : Pogwol, Pétéga et Kourou Peul. |
| Attentat de Ouagadougou                      | 13 - 14 août 2017                | Ouagadougou (Kadiogo, Centre)                            | 18                         | Groupe de soutien à l'islam et aux musulmans                                        | Deux hommes armés entrent dans un café-restaurant et assassinent 18 personnes, dont des civils étrangers, avant d'être à leur tout abattus par les forces d'intervention burkinabées. |
| Massacre de Diabiga et Kompiembiga           | 14 - 15 septembre 2018           | Diabiga et Kompiembiga (Kompienga, Est)                  | 9                          | Groupe de soutien à l'islam et aux musulmans ou État islamique dans le Grand Sahara | Des djihadistes pénètrent dans les villages de Diabiga et Kompiembiga, près de Pama, et assassinent neuf personnes, dont un leader religieux,. |
| Massacre de Yirgou                           | 1er - 2 janvier 2019             | Yirgou (Sanmatenga, Centre-Nord)                         | 49 à 210                   | Koglweogo                                                                           | En représailles à l'assassinat de six personnes, des miliciens Koglweogo, appartenant à la communauté des Mossis, majoritaire au Burkina Faso, s'en prennent aux éleveurs peuls, accusés de complicité avec les djihadistes,. |
| Massacre de Sikiré                           | 27 janvier 2019                  | Sikiré (Soum, Sahel)                                     | 10                         | Inconnus                                                                            | Le 27 janvier, dix civils sont tués par des hommes armés dans le village de Sikiré, près de la ville d'Arbinda. |
| Massacres de Kaïn, Banh et Bomborokuy        | c. 4 février 2019                | Kaïn, Banh et Bomborokuy (Yatenga, Nord)                 | ~ 60                       | Forces armées du Burkina Faso                                                       | Dans la nuit du 3 au 4 février, des djihadistes attaquent la commune de Kaïn, à 80 kilomètres d'Ouahigouya, et assassinent quatorze civils selon l'armée. Le 4 février, l'armée affirme avoir mené en réponse une opération dans les départements de Kaïn, Banh et Bomborokuy et prétend avoir « neutralisé » 146 terroristes contre seulement quelques blessés légers dans ses rangs. Cependant Human Rights Watch accuse rapidement l'armée d'avoir commis des exécutions sommaires lors de cette opération. Le Mouvement Burkinabé des Droits de l'Homme et des Peuples (MBDHP) affirme même, après avoir interrogé des témoins, qu'aucune attaque n'a été menée par des terroristes à Kaïn dans la nuit du 3 au 4 février et qu'aucun combat n'a ensuite opposé l'armée aux djihadistes, mais qu'une soixantaine de civils ont été exécutés sommairement par les militaires,. |
| Massacre de Silgadji                         | 28 avril 2019                    | Silgadji (Soum, Sahel)                                   | 6                          | Groupe de soutien à l'islam et aux musulmans ou État islamique dans le Grand Sahara | Six personnes, dont un pasteur, sont ainsi tuées par un groupe de 10 à 20 hommes armés dans un temple protestant |
| Massacre de Dablo                            | 12 mai 2019                      | Dablo (Sanmatenga, Centre-Nord)                          | 6                          | Groupe de soutien à l'islam et aux musulmans ou État islamique dans le Grand Sahara | Une église catholique est ciblée par un groupe de 20 à 30 djihadistes qui abattent six personnes, dont un prêtre,. |
| Massacre de Dablo                            | 13 mai 2019                      | Kayon et Singa-Rimaïbé (Bam, Centre-Nord)                | 4                          | Groupe de soutien à l'islam et aux musulmans ou État islamique dans le Grand Sahara | Une procession catholique est attaquée entre les villages de Kayon et Singa-Rimaïbé, dans le département de Zimtanga : quatre personnes sont assassinées et une statue de la vierge Marie est détruite,. |
| Massacre d'Arbinda                           | 9 juin 2019                      | Arbinda (Soum, Sahel)                                    | 19                         | Inconnus                                                                            | 19 civils sont tués dans une attaque à Arbinda,. |
| Massacre de Béléhédé                         | 18 juin 2019                     | Béléhédé (Soum, Sahel)                                   | 17 à 18                    | Inconnus                                                                            | Des hommes armes abattent 17 à 18 personnes dans le village de Béléhédé. |
| Massacre de Sagho et Toekédogo               | 22 juin 2019                     | Sagho et de Toekédogo (Sanmatenga, Centre-Nord)          | 15                         | Inconnus                                                                            | Quinze habitants des villages de Sagho et de Toekédogo, dans le département de Barsalogho, sont tués lors d'un raid. |
| Massacre de Sagho et Toekédogo               | 25 - 26 juillet 2019             | Dibilou (Sanmatenga, Centre-Nord)                        | 22                         | Inconnus                                                                            | 22 autres villageois sont tués dans une attaque à Dibilou, près de la ville Kaya,. |
| Massacre de Sagho et Toekédogo               | 8 septembre 2019                 | Entre Dablo et Kelbo (Sanmatenga, Centre-Nord)           | 14                         | Groupe de soutien à l'islam et aux musulmans ou État islamique dans le Grand Sahara | Quatorze triporteurs civils trouvent la mort dans une attaque des djihadistes contre un convoi de vivres entre Dablo et Kelbo, |
| Massacres de Pissélé et Boulkiba             | 23 septembre 2019                | Pissélé et Boulkiba (Bam, Centre-Nord)                   | 9                          | Inconnus                                                                            | Neuf civils sont tués dans deux attaques à Pissélé et Boulkiba,. |
| Massacres de Komsilga                        | 28 septembre 2019                | Komsilga (Bam, Centre-Nord)                              | 9                          | Inconnus                                                                            | Des hommes armés assassinent neuf personnes à Komsilga, dans le département de Zimtanga, puis sept personnes sont battues à Dénéon, situé dans la même commune. |
| Massacre de Kargo                            | 30 septembre au 1er octobre 2019 | Kargo (Bam, Centre-Nord)                                 | 6                          | Inconnus                                                                            | Des hommes armés assassinent neuf personnes à Komsilga, dans le département de Zimtanga, puis sept personnes sont battues à Dénéon, situé dans la même commune. |
| Massacre de Dolmané                          | 4 octobre 2019                   | Arbinda (Soum, Sahel)                                    | 23                         | Inconnus                                                                            | Une attaque sur un site d'orpaillage à Dolmané, dans la commune d'Arbinda, fait 23 morts,. |
| Massacre de Salmossi                         | 11 octobre 2019                  | Salmossi (Oudalan, Sahel)                                | 14                         | Inconnus                                                                            | 14 personnes sont massacrées dans une mosquée à Salmossi,. |
| Massacre de Zoura                            | 20 octobre 2019                  | Zoura (Bam, Centre-Nord)                                 | 9                          | Inconnus                                                                            | Neuf civils sont assassinés à Zoura,. |
| Massacre de Pobé-Mengao                      | 27 octobre 2019                  | Pobé-Mengao (Soum, Sahel)                                | 13 à 15                    | Inconnus                                                                            | 13 à 15 civils sont tués dans une attaque,. |
| Massacre de Ougarou et Boungou               | 6 novembre 2019                  | Entre Ougarou et Boungou (Gnagna, Est)                   | 39                         | État islamique dans le Grand Sahara                                                 | Un convoi de la société minière SEMAFO tombe dans une embuscade : 39 civils sont tués et 60 sont blessés,. |
| Massacre de Hantoukoura                      | 1er décembre 2019                | Hantoukoura (Komondjari, Est)                            | 14                         | État islamique dans le Grand Sahara                                                 | 14 civils, dont des enfants, sont massacrés dans une église protestante à Hantoukoura,. |
| Attaque d'Arbinda                            | 24 décembre 2019                 | Arbinda (Soum, Sahel)                                    | 35                         | État islamique dans le Grand Sahara                                                 | 35 civils sont massacrés par les djihadistes, dont 31 femmes, et six autres blessés. |
| Massacre de Nagraogo et Alamou               | 20 janvier 2020                  | Nagraogo et Alamou (Sanmatenga, Centre-Nord)             | 36                         | Groupe de soutien à l'islam et aux musulmans ou État islamique dans le Grand Sahara | Des djihadistes attaquent les villages de Nagraogo et Alamou, près de Barsalogho, et massacrent 36 civils, |
| Massacre de Silgadji                         | 25 janvier 2020                  | Silgadji (Soum, Sahel)                                   | 39                         | Groupe de soutien à l'islam et aux musulmans ou État islamique dans le Grand Sahara | Le village de Silgadji est attaqué et au moins 39 civils sont tués,. |
| Massacre de Pansi                            | 16 février 2020                  | Pansi (Yagha, Sahel)                                     | 24                         | État islamique dans le Grand Sahara                                                 | Une attaque contre l'église protestante de Pansi lors des cérémonies dominicales fait vingt-quatre morts (dont le pasteur) et une vingtaine de blessés parmi la population, une semaine après l'enlèvement et la mort de cinq personnes (dont un pasteur) dans la commune voisine de Sebba,. |
| Massacres de Barga-Peulh et Dinguila-Peulh   | 8 mars 2020                      | Barga-Peulh et Dinguila-Peulh (Yatenga, Nord)            | ~ 40                       | Volontaires pour la défense de la patrie                                            | Les villages de Barga-Peulh et Dinguila-Peulh, dans le département de Barga, subissent une attaque de groupes d'autodéfense, en représailles aux actions djihadistes auxquelles sont accusés de participer fréquemment des Peuls, qui fait une quarantaine de morts. |
| Massacres de Djibo                           | 9 avril 2020                     | Djibo (Loroum, Nord)                                     | 31                         | Forces armées du Burkina Faso                                                       | Le 9 avril, cinq soldats sont tués lors d'une attaque à Sollé. En représailles, les militaires exécutent le même jour 31 habitants de Djibo. |
| Massacre de Kompiembiga                      | 30 mai 2020                      | Kompiembiga (Kompienga, Est)                             | 25 à 37                    | État islamique dans le Grand Sahara                                                 | L'attaque du marché de Kompiembiga fait 25 à 37 morts,. |
| Massacre de Namoungou                        | 7 août 2020                      | Namoungou (Gourma, Est)                                  | ~ 20                       | Inconnus                                                                            | Une vingtaine de civils sont abattus par des hommes armés non identifiés dans le marché de Namoungou. |
| Massacre de Pissila                          | 6 octobre 2020                   | Pissila (Sanmatenga, Centre-Nord)                        | 25                         | Groupe de soutien à l'islam et aux musulmans ou État islamique dans le Grand Sahara | En octobre 2020, pensant que leur région connait une accalmie dans les violences, une cinquantaine de réfugiés décident de regagner leurs villages. Cependant leur convoi tombe dans une embuscade dans la nuit du 5 au 6 octobre à une dizaine de kilomètres de Pissila. Les femmes et les enfants sont épargnés mais 25 hommes sont tués par balles. |
| Massacre de Kodyel                           | 3 mai 2021                       | Kodyel (Komondjari, Est)                                 | ~ 30                       | État islamique dans le Grand Sahara                                                 | Les djihadistes attaquent le village de Kodyel, dans la commune de Foutouri, en raison des soutiens apportés par sa population aux milices des VDP. |
| Massacre de Solhan                           | 4 - 5 juin 2021                  | Solhan (Yagha, Sahel)                                    | 160+                       | Groupe de soutien à l'islam et aux musulmans                                        | La petite ville de Solhan est attaquée et au moins 160 civils sont massacrés par des djihadistes du Groupe de soutien à l'islam et aux musulmans. |
| Massacre de Cinkansé et Bitou                | 6 août 2021                      | Entre Cinkansé et Bitou (Boulgou, Centre-Est)            | 22                         | Groupe de soutien à l'islam et aux musulmans ou État islamique dans le Grand Sahara | Au moins 22 commerçants sont massacrés par des djihadistes entre Cinkansé et Bitou, dans la région du Centre-Est |
| Massacre de Namsiguia                        | 15 janvier 2022                  | Namsiguia (Bam, Centre-Nord)                             | ~ 10                       | Groupe de soutien à l'islam et aux musulmans ou État islamique dans le Grand Sahara | Les djihadistes occupent et pillent le village pendant plusieurs heures et tuent plusieurs civils. |
| Massacre de Karma                            | 20 avril 2023                    | Karma (Yatenga, Nord)                                    | 136 à 200                  | Forces armées du Burkina Faso                                                       | En représailles à l'attaque d'Aoréma, des militaires d'un bataillon d'intervention rapide (BIR) massacrent les habitants du village,. |
| Bataille de Djibo                            | 26 novembre 2023                 | Djibo (Soum, Sahel)                                      | 40+                        | Groupe de soutien à l'islam et aux musulmans Forces armées du Burkina Faso          | Le 26 novembre, la ville et le camp militaire de Djibo subissent une attaque d'ampleur de la part du GSIM. Les djihadistes prennent d'assaut le camp militaire et se rendent maîtres de la ville, mais ils sont contraints de battre en retraite à la suite de l'intervention de drones armés burkinabés,. Selon le Haut-Commissariat des Nations unies aux droits de l'homme, au moins 40 civils sont tués et 42 blessés,. Les djihadistes et les forces aériennes burkinabées sont tous deux accusés par des habitants d'avoir causé des pertes civiles. |
| Massacre de Galgnoini                        | 7 février 2024                   | Tibga (Gourma, Est)                                      | ~ 50                       | État islamique dans le Grand Sahara                                                 | Le village de Galgnoini, dans la commune de Tibga, dans la région de l'Est, est attaqué par les djihadistes qui tuent une cinquantaine de civils et de miliciens des VDP. |
| Massacre de Natiaboani                       | 25 février 2024                  | Natiaboani (Gourma, Est)                                 | Plusieurs dizaines         | Groupe de soutien à l'islam et aux musulmans                                        | Les djihadistes massacrent plusieurs dizaines de personnes dans une mosquée. |
| Massacre de l'église d'Essakané-Village      | 25 février 2024                  | Essakané-Village (Oudalan, Sahel)                        | 12 à 15                    | État islamique dans le Grand Sahara                                                 | Une attaque contre une église catholique à Essakane, dans la région du Sahel fait au moins 12 à 15 morts,. |
| Massacres de Komsilga, Nodin et Soroe        | 25 février 2024                  | Komsilga, Nodin et Soroe (Yatenga, Nord)                 | 223                        | Forces armées du Burkina Faso                                                       | En représailles à une attaque djihadiste, les militaires burkinabés massacrent 223 civils selon Human Rights Watch. |
| Massacres de Bibgou et Soualimou             | 29 février 2024                  | Bibgou et Soualimou (Komondjari, Est)                    | Plusieurs dizaines à 150   | Forces armées du Burkina Faso                                                       | Les troupes d'un bataillon d'intervention rapide (BIR) massacrent plusieurs dizaines de civils dans les villages de Bibgou et Soualimou, à Gayéri. |
| Massacre de Tissaoghin                       | 9 mars 2024                      | Tissaoghin (Koulpélogo, Centre-Est)                      | ~ 20                       | Groupe de soutien à l'islam et aux musulmans                                        | Les djihadistes tuent une vingtaine de personnes, dont de nombreuses femmes, des miliciens VDP, des enfants et le chef du village. |
| Massacre de Bané                             | 10 mars 2024                     | Bané (Boulgou, Centre-Est)                               | ~ 20                       | Groupe de soutien à l'islam et aux musulmans                                        | Les djihadistes tuent une vingtaine de civils et de miliciens VDP |
| Attaque de Tawori                            | 31 mars 2024                     | Tawori, près de Kalbouli (Tapoa, Est)                    | 32                         | Groupe de soutien à l'islam et aux musulmans                                        | Après une attaque contre un camp militaire, le village est pillé et au moins 32 civils sont tués |
| Massacre de Goubré                           | 22 mai 2024                      | Goubré (Yatenga, Nord)                                   | 80                         | Groupe de soutien à l'islam et aux musulmans                                        | Plusieurs centaines de djihadistes attaquent un camp des VDP et un camp de déplacés où ils tuent au moins 80 personnes, dont huit miliciens et 72 civils, dont 45 hommes, 23 femmes et six enfant. |
| Massacre de Sindo                            | 11 juin 2024                     | Sindo (Kénédougou, Hauts-Bassins)                        | 20                         | Groupe de soutien à l'islam et aux musulmans                                        | Des combattants du GSIM tuent au moins 20 civils et pillent des magasins et des logements. L'attaque auraient été une mesure de représailles en raison du ralliement d'une partie des habitants aux milices VDP. |
| Attaque de Mansila                           | 11 juin 2024                     | Sindo (Yagha, Sahel)                                     | 20                         | Groupe de soutien à l'islam et aux musulmans                                        | Au moins 20 civils accusés de collaborer avec l'armée ou de faire partie des VDP sont exécutés par les djihadistes. |
| Convois militaires dans l'est                | 27 avril - 10 mai 2024           | Entre Dori et Mansila, entre Fada N'Gourma et Tankoualou | ~ 400                      | Forces armées du Burkina Faso, VDP                                                  | Plusieurs villages sont massacrés par les soldats et les miliciens qui escortent deux convois de ravitaillement, à destination de Mansila et Tankoualou |
| Massacre de Barsalogho                       | 24 août 2024                     | Barsalogho (Sanmatenga, Centre-Nord)                     | 300 à 400                  | Groupe de soutien à l'islam et aux musulmans                                        | Des djihadistes ouvrent le feu sur des civils et des miliciens en train de creuser des tranchées autour de la ville,. |
| Massacre de Kounla                           | 25 août 2024                     | Kounla (Banwa, Boucle du Mouhoun)                        | 26                         | Groupe de soutien à l'islam et aux musulmans                                        | Des djihadistes mènent un raid sur une église catholique au moment de la prière. Les femmes et les enfants sont épargnés mais les hommes sont ligotés, puis tués par balles. |
| Massacre de Yondé                            | 30 août 2024                     | Yondé (Koulpélogo, Centre-Est)                           | ~ 10                       | Groupe de soutien à l'islam et aux musulmans                                        | Une dizaine de personnes sont assassinées par des djihadistes. |
| Massacre de Solenzo                          | 10 - 11 mars 2025                | Solenzo (Banwa, Boucle du Mouhoun)                       | 58+                        | VDP                                                                                 | Au moins plusieurs dizaines de civils sont massacrés lors de raids lancés sur plusieurs villages,. |
| Massacres de Di, Guiedougou et Lanfiera      | 3 avril 2025                     | Di, Guiédougou et Lanfiéra (Kossi, Boucle du Mouhoun)    | ~ Plusieurs dizaines à 200 | Groupe de soutien à l'islam et aux musulmans                                        | Des djihadistes attaquent trois villages, où ils tuent des civils et enlèvent plusieurs dizaines de jeunes hommes ayant rejoint les VDP. RFI évoque plusieurs dizaines de morts, voir jusqu'à 200 selon un rescapé. |
| Massacres de Dori et Gorgadji                | 21 mai 2025                      | Dori et Gorgadji (Séno, Sahel)                           | 105+                       | Forces armées du Burkina Faso, VDP                                                  | Au moins 105 civils sont tués dans plusieurs villages par un convoi militaire burkinabé. |

## Bilans
De 2016 à début 2018, Human Rights Watch fait état d'au moins 33 meurtres et exécutions sommaires présumés, dont dix-neuf commis par les djihadistes et quatorze par les forces de sécurité du Burkina Faso.
Selon Human Rights Watch, au moins 42 personnes accusées de collaborer avec le gouvernement sont assassinées par des djihadistes et au moins 116 hommes, majoritairement peuls, sont exécutés sommairement par des membres des forces de sécurité du Burkina Faso (principalement par un détachement de gendarmes d'Arbinda) entre le milieu de l'année 2018 et février 2019.
Selon Human Rights Watch, au moins 256 civils sont assassinés par les djihadistes au Burkina Faso, entre avril 2019 et janvier 2020.